# Папуа (півострів)
Півострів Па́пуа, або Папуанський півострів — півострів на південному сході Нової Гвінеї. Півострів є східною частиною Центрального хребта і складається, в основному, з хребта Овен-Стенлі з такими вершинами, як гора Вікторія (4038 м) і гора Суклінґ (3676 м). На південному узбережжі розташований Порт-Морсбі, столиця і найбільше місто Папуа Нової Гвінеї.